# Гідрологія Криму
Гідрологія Криму — структура та водні об'єкти, що розташовані на території Криму.
Головний вододіл Криму проходить в Кримських горах. Тут бере початок більшість річок півострова. Загальний стік річок Криму складає 773,5 млн м³. Щільність річкової мережі — 0,2 км/км².
Розрізняють ряд характерних водотоків Криму.
- Перша група (короткі водотоки).

Знаходяться на Південному березі Криму. Беруть початок на схилах Головної гряди Кримських гір. Впадають в Чорне море. Їх довжина — до 10 км. Похил русел — 172-234 м/км. До цієї групи належать 36 річок загальною довжиною 294 км. Зокрема: Учан-Су, Дерекойка, Авунда, Демерджі, Улу-Узень, Хуна, Ускут, Сууксу та ін.
- Друга група (найдовші і найбільш повноводні річки).

Беруть початок на північно-західних схилах Головної гряди Кримських гір і впадають в Чорне море. Спершу мають гірський характер. Похили до 180 м/км. У цій групі 8 річок: Чорна, Бельбек, Коккозка, Кача, Марта, Альма, Бадрак, Західний Булганак. Їх загальна довжина 328 км.
- Третя група (маловодні річки).

Беруть початок на північно-східних схилах Головної гряди Кримських гір і впадають у затоку Сиваш Азовського моря. Внаслідок маловодності часто не досягають моря і губляться на рівнині. Цю групу складають 18 річок: Салгир, Кизил-Коба, Ангара, Зуя, Біюк-Карасу, Кучук-Карасу, Мокрий Індол, Сухий Індол, Чуруксу та ін. Їх загальна протяжність 394 км.